# Nokia Lumia 1320
Nokia Lumia 1320 — смартфон-фаблет із серії Lumia, випущений Nokia. Смартфон працює на операційній системі  Windows Phone 8. Був анонсований на виставці Nokia World 22 жовтня 2013 року. Був випущений в Азії в першому кварталі 2014 року, включно з Індією у січні 2014. Має 6-дюймів (150 мм) ClearBlack IPS LCD дисплей, що робить його найбільшим після Nokia Lumia 1520 смартфоном серед Windows-телефонів.
Випуск припинено після випуску Microsoft Lumia 640 XL, наступника, у квітні 2015.

## Моделі
| Моделі                            | RM-994                                        | RM-995                                        | RM-996                                     |
| --------------------------------- | --------------------------------------------- | --------------------------------------------- | ------------------------------------------ |
| Країни                            | Міжнародна                                    | США                                           | материковий Китай                          |
| Оператори                         | Міжнародна                                    | China Unicom                                  |                                            |
| 2G                                | Quad-band GSM/EDGE (850/900/1800/1900 MHz)    | Quad-band GSM/EDGE (850/900/1800/1900 MHz)    | Quad-band GSM/EDGE (850/900/1800/1900 MHz) |
| 3G                                | Triband HSPA+ (850/900/2100 MHz)              | Quadband HSPA+ (850/AWS/1900/2100 MHz)        | Dualband HSPA+ (900/2100 MHz)              |
| 4G                                | Triband LTE (800/1800/2600 MHz)               | Quadband LTE (700/850/1700/1900 MHz)          | N/A                                        |
| Максимальна швидкість down/upload | LTE: 100/50 Mbit/s DC-HSPA+: 42.2/5.76 Mbit/s | LTE: 100/50 Mbit/s DC-HSPA+: 42.2/5.76 Mbit/s | HSPA+: 21/5.76 Mbit/s                      |

## Див.  також
- Microsoft Lumia
- Microsoft Lumia 640 XL